# Anomala fuscicauda
Anomala fuscicauda är en skalbaggsart som beskrevs av Lin 1999. Anomala fuscicauda ingår i släktet Anomala och familjen Rutelidae. Inga underarter finns listade i Catalogue of Life.